# Університет Вітовта Великого
Університет Вітовта Великого, Університет Вітаутаса Великого (лит. Vytauto Didžiojo universitetas, VDU) — заклад вищої освіти в місті Каунасі, університет у Литві, заснований в 1922 р. Спочатку називався як Університет Литви (лит. Lietuvos universitetas), перейменований в 1930 р. з приводу 500-ї річниці смерті Вітовта Великого, знаменитого великого князя литовського. Входить в Асоціацію європейських університетів, Європейську асоціацію міжнародної освіти.

## Історія
У 1579 р. єзуїти заснували в місті Вільно вищий навчальний заклад — «Academia et Universitas Vilnensis». Ця академія була закрита в 1832 р. російським царем Миколою I після Листопадового повстання 1830—1831 рр.
У 1918 р. по отриманню Литвою незалежності Таріба вирішила відродити Вільнюський університет. Оскільки м. Вільнюс опинився під польською адміністрацією, а литовський уряд був змушений виїхати в м. Ковно, тому цього не відбулося.
Відкриттю університету в Каунасі, «тимчасової столиці» Литви, передувала діяльність «Вищих курсів», що діяли з початку 1920 року. 13 лютого 1922 р. Кабінет міністрів Литви ухвалив рішення про заснування «Литовського університету». Його урочисте відкриття відбулося 16 лютого 1922 р. В університеті було шість факультетів: теології, гуманітарних наук, права, математичних і природничих наук, медицини, техніки. 7 червня 1930 року через відзначення в Литві 500-річчя від смерті великого князя литовського Вітовта, університетові було надано його ім'я.
З перших днів роботи університету на гуманітарному факультеті працював письменник, критик, літературознавець Вінцас Креве-Міцкявічюс, декан гуманітарного факультету в 1925—1937 рр. Від 1924 р. в університеті викладав російський фольклор і літературу, курс історії театру, вів семінар з театрознавства письменник, критик, театрознавець Баліс Сруоґа (професор із 1932 р.). У 1923—1927 рр. етику, стародавню філософію, стилістику литовської мови викладав в університеті Президент Литви Антанас Смятона (з 1926 р. доцент, з 1932 р. почесний доктор філософії Університету Вітовта Великого). Професором університету був священник, один із великих діячів християнсько-демократичної партії Мечисловас Рейніс; він очолював кафедру теоретичної та експериментальної психології.
Деякі викладачі університету були вихованцями університетів Росії (Владас Станкявічюс, тобто В. Б. Станкевич випускник юридичного факультету Санкт-Петербурзького університету, Казімерас Буга випускник філологічного факультету Петербурзького університету, Владас Дубас й інші). В університеті викладали також російські емігранти: Гронський П. П., Карсавин Л. П., Ященко О. С..
Весною 1929 р. 67 % студентів становили литовці, 28,55 % — євреї, 2,02 % — поляки, 1,02 % — росіяни. У наступні роки пропорції істотно не змінювалися: наприклад, весною 1931 р. 66,97 % — литовці, 27,25 % — євреї, 2,95 % — поляки, 1,69 % — росіяни, 1,59 % — німці.
Після передачі Радянським Союзом м. Вільни Литві та початком перетворення Університету Стефана Баторія взимку 1940 року у Вільнюс переносяться факультети гуманітарних наук і права, влітку того ж року — математичних і природничих наук. З радянізацією Литви влітку 1940 р. університет перейменовується в «Каунаський університет». Під час Другої світової війни 16 березня 1943 р. німецька окупаційна влада перервала діяльність університету. Восени 1944 р. він відновив роботу. Діяли факультети історико-філологічний, медичний, будівельний, технологічний. 31 жовтня 1950 р. університет реорганізовано в
- Каунаський політехнічний інститут і
- Каунаський медичний інститут.

28 квітня 1989 р. був прийнятий акт відновлення Університету Вітовта Великого; Верховна Рада Литви прийняла закон про його відновлення 4 липня 1989 р.; 1 вересня розпочався перший навчальний рік на трьох факультетах відновленого університету — економічному, гуманітарному і точних наук.

## Структура
У зазначеному університеті є 10 факультетів й 2 інститути, що поєднують 29 кафедр й центрів, а також ботанічний сад.

### Факультети
- Природничих наук
- Гуманітарних наук
- Інформатики
- Католицької теології
- Соціальних наук
- Економіки та менеджменту
- Політичних наук і дипломатії
- Права
- Мистецтв
- Музична академія

### Інститути
- Соціальної роботи
- Ботанічний сад

### Центри
- Військової історії
- Європейських досліджень
- Досліджень еміграції
- Іноземних мов
- Якості навчання
- Леттоніки
- Славістики імені Чеслава Мілоша
- Спорту
- Японістики

## Ректори
- 1922—1923 рр. — Йонас Шимкус;
- 1923—1924 рр. — Вінкас Чепінскіс;
- 1924—1925 рр. — Франтішкус Петрас Бучіс;
- 1925—1926 рр. — Петрас Авіжоніс;
- 1926—1927 рр. — Миколас Біржішка;
- 1927—1928 рр. — Миколас Піус Ромеріс;
- 1928—1929 рр. — Пранас Йодль;
- 1929—1933 рр. — Вінкас Чепінскіс;
- 1933—1939 рр. — Миколас Піус Ромеріс;
- 1939—1940 рр. — Стасис Шалкаускіс;
- 1940—1941 рр. — Антанас Пуренас;
- 1941—1943 рр. — Юліонас Ґравогкас;
- 1944—1946 рр. — Антанас Пуренас;
- 1947—1950 рр. — Юозас Купчинскас;
- 1989—1990 рр. — Юргіс Вілемас;
- 1990—1993 рр. — Альгірдас Атанас Авіженіс;
- 1993—1996 рр. — Броніус Вашкеліс;
- 1996—2006 рр. — Вітаутас Камінскас;
- 2006—2015 hp. — Зігмас Лідека;
- від 2015 р. — Юозас Ауґутіс.